# 이한위
이한위(李漢偉, 1961년 6월 17일~)는 대한민국의 배우이고, 본관은 전의(全義)이며, 문정공 석탄 이신의(文貞公 石灘 李愼儀, 1551~1627)의 후손이다.

## 학력
- 중앙대학교 국제경영대학원 경영학과 (석사)

### 비학위 수료
- 중앙대학교 예술대학원 부설 문화예술지도자과정 수료

## 생애
1981년 연극배우로 첫 데뷔를 한 그는 광주시에서 학창 시절을 보냈다. 그는 내성적이었던 성격을 고치기 위해 중학생 때부터 적극적으로 학교 내 예능 활동을 하면서 점차 자신의 끼를 발견해 나갔고, 본인의 적성과는 상관없이 조선대학교 정밀기계공학과를 입학한 뒤엔 연극 동아리 활동을 하였다.
군 제대 후 1983년 KBS 10기 공채 탤런트에 합격하면서 본격적으로 배우 생활을 시작하였다.
2004년부터 2005년까지 방영했던 KBS 드라마《불멸의 이순신》 촬영 당시 만난 분장사 최혜경과 2008년 3월 21일에 결혼하였다.

## 인간 관계
- 영화배우 겸 연기자 조재현과 절친한 선후배 관계이다.

## 드라마 출연

### KBS
- 1985년 KBS1 《별을 쫓는 야생마》
- 1986년 KBS1 《님의 침묵》
- 1986년 KBS1 《열반제》
- 1986년 KBS1 《원효대사》
- 1986년 KBS1 《노다지》 ... 독립군을 잡는 해결사 역
- 1987년 KBS1 《이차돈》
- 1987년 KBS2 《토지》
- 1989년 KBS2 《무풍지대》 ... 유도환 역
- 1990년 KBS2 《파천무》
- 1990년 KBS1 《서울 뚝배기》 ... 가수 지망생 승철 역
- 1990년 KBS2 《그대 아직도 꿈꾸고 있는가》
- 1990년 KBS2 《머슴아와 가이내》
- 1991년 KBS1 《왕도》
- 1991년 KBS2 《TV 손자병법》
- 1991년 KBS2 《대추나무 사랑걸렸네》
- 1991년 KBS2 《여자의 시간》
- 1991년 KBS1 《황혼에 피는 꽃》
- 1992년 KBS1 《삼국기》
- 1992년 KBS2 《내일은 사랑》 ... 건축공학과 조교 역
- 1993년 KBS1 《봉이전》
- 1993년 KBS1 《먼동》
- 1993년 KBS1 《들국화》
- 1993년 KBS2 《신 손자병법》
- 1994년 KBS2 《미개인》
- 1994년 KBS2 《한명회》
- 1994년 KBS2 《폴리스》 ... 백두산 처남 역
- 1994년 KBS1 《대추나무 사랑걸렸네》
- 1994년 KBS2 《숨은 그림 찾기》
- 1995년 KBS2 《개성시대》
- 1995년 KBS2 《서궁》
- 1995년 KBS1 《김구》 ... 김좌진 역
- 1995년 KBS2 《바람의 아들》
- 1995년 KBS1 《찬란한 여명》
- 1996년 KBS2 《컬러》〈옐로〉 ... 정민규 역
- 1996년 KBS2 《전설의 고향》제5화〈사후절부야물〉
- 1996년 KBS2 《전설의 고향》제18화〈숫돌바위〉
- 1996년 KBS2 《머나먼 나라》 ... 박택운 역
- 1996년 KBS2 《신고합니다》 ... 황준영 역
- 1996년 KBS2 《드라마게임 - 옥계 여관의 솔로몬》
- 1996년 KBS1 《용의 눈물》
- 1997년 KBS2 《드라마게임 - 소리, 소리, 소리》
- 1997년 KBS2 《드라마게임 - 신 술 권하는 사회》
- 1997년 KBS2 《드라마게임 - 달콤한 아빠》
- 1997년 KBS2 《KBS 드라마 스페셜 - 아이 만들기》
- 1997년 KBS2 《전설의 고향》제4화〈씨내리〉
- 1997년 KBS2 《전설의 고향》제10화〈효불효교〉
- 1997년 KBS2 《전설의 고향》제21화〈망자의 소원〉
- 1997년 KBS2 《파랑새는 있다》 ... 샹그릴라 1부 MC, 블루스 리 역
- 1997년 KBS2 《일요베스트 - 온달의 꿈》
- 1997년 KBS2 《폭풍 속으로》
- 1998년 KBS2 《야망의 전설》
- 1998년 KBS2 《순수》 ... 봉 엔지니어 역
- 1998년 KBS2 《전설의 고향》제6화〈죽귀〉
- 1998년 KBS2 《천사의 키스》
- 1999년 KBS2 《일요베스트 - 그녀, 그를 만나다》
- 1999년 KBS2 《일요베스트 - 은비령》
- 1999년 KBS2 《일요베스트 - 서른 한살의 첫키스》
- 1999년 KBS2 《학교》 ... 체육교사 박복만 역
- 1999년 KBS2 《학교 2》 ... 체육교사 박복만 역
- 1999년 KBS2 《일요베스트 - 여의도에 바람이 분다》
- 2000년 KBS1 《tv문학관 길은 그리움을 부른다》 ... 광부 역
- 2000년 KBS1 《왕과 비》 ... 이장곤 역
- 2000년 KBS2 《꼭지》
- 2000년 KBS1 《태조 왕건》 ... 진선/왕충 역(1인 2역)
- 2000년 KBS2 《학교 3》 ... 체육교사 박복만 역
- 2000년 KBS2 《가을동화》 ... 윤지환 역
- 2001년 KBS2 《학교 4》 ... 체육교사 박복만 역
- 2001년 KBS2 《인생은 아름다워》
- 2002년 KBS2 《골목안 사람들》 ... 성만희 역
- 2002년 KBS2 《첨성대의 달》
- 2002년 KBS2 《드라마시티 - 아줌마 밴드 결성 사건》
- 2002년 KBS2 《드라마시티 - S대 법학과 미달사건》
- 2004년 KBS1 《불멸의 이순신》 ... 천무직 역
- 2005년 KBS2 《쾌걸춘향》 ... 춘향의 선생님 역
- 2005년 KBS2 《열여덟 스물아홉》 ... 방 감독 역
- 2005년 KBS2 《부활》 ... 관광호텔 사장 임대식 역
- 2005년 KBS2 《드라마시티 - 낙타씨의 행방불명》 ... 코치 역
- 2005년 KBS2 《드라마시티 - 왕대박 황말불》
- 2006년 KBS2 《드라마시티 - 김동수 간첩 조작사건》 ... 김형사 역
- 2006년 KBS2 《봄의 왈츠》 ... 수호 부, 이종태 역
- 2006년 KBS1 《열아홉 순정》 ... 홍테일러 홍영감의 조수 고씨 역
- 2006년 KBS2 《무기여 잘 있거라》 ... 사채 역
- 2007년 KBS2 《꽃 찾으러 왔단다》 ... 사채업자 역
- 2007년 KBS2 《착한여자 백일홍》 ... 민 변호사 역
- 2007년 KBS2 《드라마시티 - 쉘 위 밸리댄스?》 ... 닥터 역
- 2007년 KBS2 《드라마시티 - 쌈닭 미숙이》 ... 진규 역
- 2007년 KBS2 《얼렁뚱땅 흥신소》 ... 장택수 역
- 2007년 KBS2 《드라마시티 - 내게 아주 특별한 연인》 ... 이기동 역
- 2008년 KBS2 《전설의 고향》〈귀서〉 ... 덕배 역
- 2010년 KBS2 《추노》 ... 오 포교 역
- 2010년 KBS2 《부자의 탄생》 ... 테리아 박 역
- 2010년 KBS2 《제빵왕 김탁구》 ... 허갑수 역
- 2011년 KBS2 《사랑을 믿어요》 ... 김의중 역
- 2012년 KBS2 《난폭한 로맨스》 ... 케빈 장 역
- 2012년 KBS2 《학교 2013》 ... 우수철 역
- 2013년 KBS2 《총리와 나》 ... 남유식 역
- 2014년 KBS2 《KBS 드라마 스페셜 - 세 여자 가출소동》 ... 룸싸롱사장 역
- 2015년 KBS2 《KBS 드라마 스페셜 - 머리 심는 날》 ... 봉창훈 역
- 2018년 KBS2 《인형의 집》 ... 홍필목 역
- 2018년 KBS2 《같이 살래요》 ... 김영식 역 (특별출연)
- 2019년 KBS1 《여름아 부탁해》 ... 왕재국 역
- 2019년 KBS2 《퍼퓸》 ... 조춘오 역
- 2020년 KBS2 《KBS 드라마 스페셜 - 그곳에 두고 온 라일락》 ... 라진성 / 라일락 역
- 2022년 KBS1 《으라차차 내 인생》 ... 김정호 역
- 2023년 KBS2 《오아시스》 ... 고풍호 역

### KBS Joy
- 2024년~2025년 KBS Joy 《오늘도 지송합니다》 ... 윤 부장 역

### EBS
- 2000년 EBS 《성공 신화 다큐멘터리 드라마》 ... 금호타이어 윤생진 상무 역
- 2004년 EBS 《네 손톱 끝에 빛이 있어》 ... 최 선생 역
- 2008년 EBS 역사드라마《점프》 - 조선시대 별난주부 신사임당 ... 시은이 아빠 만교, 사임당의 남편 이원수 역

### MBC
- 2001년 MBC 《베스트극장 - 내 약혼녀 이야기》
- 2001년 MBC 《여우와 솜사탕》 ... 윤상진 과장 역
- 2002년 MBC 《막상막하》 ... 이순호 중사 역
- 2002년 MBC 《어사 박문수》 ... 박문수의 심복, 칠복이 역
- 2003년 MBC 《내 인생의 콩깍지》 ... (우정출연)
- 2003년 MBC 《다모》 ... 포교부장 백주완 역
- 2004년 MBC 《왕꽃 선녀님》 ... 부용진 역
- 2005년 MBC 《제5공화국》 ... 김용남(용팔이) 역
- 2005년 MBC 《MBC 베스트극장 - 가리봉 오션스 일레븐》 ... 정두호 역
- 2007년 MBC 《커피프린스 1호점》 ... 구영식 역
- 2007년 MBC 《김치 치즈 스마일》
- 2008년 MBC 《베토벤 바이러스》 ... 석란시장 강춘배 역
- 2009년 MBC 《잘했군 잘했어》 ... 영화루 주방장 민씨 역
- 2009년 MBC 《탐나는 도다》 ... 도공 이사평 역
- 2009년 MBC 《히어로》 ... 나경만 역
- 2011년 MBC 《계백》 ... 임자 역
- 2011년 MBC 《오늘만 같아라》 ... 김준태 역
- 2013년 MBC 《7급 공무원》 ... 김서원 부, 김판석 역
- 2013년 MBC 《구암 허준》 ... 혜민서 의원 김만경 역
- 2014년 MBC 《앙큼한 돌싱녀》 ... 의사 역
- 2014년 MBC 《개과천선》 ... 강팀장 역
- 2014년 MBC 《드라마 페스티벌 - 원녀일기》 ... 의원 역 (특별출연)
- 2015년 MBC 《맨도롱 또똣》 ... 공정배 역
- 2017년 MBC 《병원선》 ... 방성우 역
- 2019년 MBC 《이몽》 ... 송병수 역 (특별출연)
- 2025년 MBC 《태양을 삼킨 여자》 ... 조필두 역

### 지역 MBC
- 2004년 충주 MBC 《파란 하늘 빨간 우체통》

### SBS
- 2001년 SBS 《화려한 시절》 ... 형사 역
- 2003년 SBS 《연인》 ... 유병준 역
- 2004년 SBS 《2004 인간시장》 ... 오필근 역
- 2005년 SBS 《루루공주》 ... 조 실장 역
- 2006년 SBS 《사랑도 미움도》 ... 백남봉 역
- 2007년 SBS 《내 남자의 여자》 ... 달삼의 친구 역(특별출연)
- 2008년 SBS 《달콤한 나의 도시》 ... 안 이사 역
- 2008년 SBS 《유리의 성》 ... 손동식 역
- 2009년 SBS 《자명고》 ... 우나루 역
- 2010년 SBS 《오! 마이 레이디》 ... 성민우가 출연하는 드라마의 연출자 역
- 2010년 SBS 《아테나: 전쟁의 여신》 ... 박성철 역
- 2012년 SBS 《패션왕》 ... 황태산 역
- 2012년 SBS 《아름다운 그대에게》 ... 황계봉 역
- 2013년 SBS 《돈의 화신》 ... 성형외과 의사 역(특별출연)
- 2013년 SBS 《열애》 ... 반수봉 역
- 2013년 SBS 《사건번호 113》 ... 황 계장 역
- 2014년 SBS 《너희들은 포위됐다》 ... 성형외과 병원장 역
- 2014년 SBS 《모던파머》 ... 강영식 역
- 2014년 SBS 《펀치》 ... 오동춘 역
- 2015년 SBS 《어머님은 내 며느리》 ... 박봉주 역
- 2016년 SBS 《딴따라》 ... 예능국장 역 (특별출연)
- 2017년 SBS 《아임 쏘리 강남구》 ... 박동진 역 (특별출연)
- 2020년 SBS 《날아라 개천용》 ... 이진실의 아버지 역 (특별출연)
- 2024년 SBS 《굿파트너》 … 김영철 역 (특별출연)

### SBS Plus
- 2010년 SBS Plus 《이글이글》

### CJENM
- 2006년 CGV 《프리즈》 ... 박형준 역
- 2011년 OCN 《신의 퀴즈 2》 ... 경찰서장 역 (특별출연)
- 2013년 tvN 《나인: 아홉 번의 시간여행》 ... 주민영의 두 번째 양아버지 역
- 2013년 tvN 《빠스껫 볼》 ... 윤덕명 후작 역
- 2014년 tvN 《응급남녀》 ... 오진희와 오창민의 주치의 역 (특별출연)
- 2014년 tvN 《연애 말고 결혼》 ... 판사 역 (특별출연)
- 2015년 tvN 《슈퍼대디 열》 ... 최낙권 역
- 2016년 OCN 《동네의 영웅》 ... 송팀장 역
- 2016년 tvN 《또! 오해영》 ... 오경수 역
- 2016년 tvN 《THE K2》 ... 청와대 비서실장 역 (특별출연)
- 2017년 tvN 《내성적인 보스》 ... 채원상 역
- 2017년 tvN 《변혁의 사랑》 ... 권춘섭 역
- 2018년 OCN 《나쁜 녀석들 : 악의 도시》 ... 류석기 역
- 2018년 tvN 《크로스》 ... 신경외과장 역 (특별출연)
- 2018년 tvN 《무법 변호사》 ... 하기호 역
- 2018년 tvN 《톱스타 유백이》 ... 최한봉 역
- 2019년 tvN 《그녀의 사생활》 ... 김무산 역 (특별출연)
- 2019년 tvN 《악마가 너의 이름을 부를 때》 ... 중년부부 역 (특별출연)
- 2019년 tvN 《싸이코패스 다이어리》 ... 육종철 역
- 2020년 tvN 《오 마이 베이비》 ... 박재한 역
- 2020 ~ 2021년 tvN 《여신강림》 ... 성형외과 의사 역 (특별출연)

### OBS
- 2008년 OBS 《오포졸》 ... 형방 역

### 종편
- 2014년 JTBC 《12년만의 재회: 달래 된, 장국》 ... 주철수 역
- 2014년 MBN 《천국의 눈물》 ... 보육원 원장 역 (특별출연)
- 2017년 JTBC 《더 패키지》 ... 윤소소의 아버지 역
- 2018년 JTBC 《뷰티 인사이드》 ... 류은호위 아버지 역
- 2019년 JTBC 《보좌관 - 세상을 움직이는 사람들》 ... 비서실장 역 (특별출연)
- 2020 ~ 2021년 JTBC 《라이브온》 ... 서연고 교장 역 (특별출연)
- 2021년 JTBC 《언더커버》 ... 배구택 역
- 2023년 JTBC 《기적의 형제》 ... 교장 선생 역

### 유료
- 2022년 디즈니+ 《키스 식스 센스》 ... 오경수 역

### 영화
- 1995년 《애니깽》
- 1998년 《8월의 크리스마스》 ... 정원 친구, 철구 역
- 2000년 《공동경비구역 JSA》 ... 강 소령 역
- 2001년 《소름》 ... 택시 취객 역
- 2001년 《나쁜 남자》 ... 달수 역
- 2003년 《쇼쇼쇼》 ... 공장반장 역
- 2003년 《역전에 산다》 ... 동춘 역
- 2004년 《목포는 항구다》 ... 황 반장 역(특별출연)
- 2004년 《인어 공주》 ... 조영호 역
- 2005년 《사랑해, 말순씨》 ... 체육 선생님 역
- 2005년 《외출》 ... 인수 선배 역
- 2005년 《형사 Duelist》 ... 신음여인 남편 역(특별출연)
- 2005년 《박수칠 때 떠나라》 ... 지배인 역
- 2006년 《야수》 ... 방 계장 역
- 2006년 《미녀는 괴로워》 ... 이공학 역
- 2006년 《한반도》 ... 발굴팀장 역
- 2006년 《예의없는 것들》 ... 관장 킬라 역
- 2006년 《김관장 대 김관장 대 김관장》 ... 첫째 역
- 2006년 《원탁의 천사》 ... 칼날 역
- 2006년 《거룩한 계보》 ... 성봉식 역
- 2006년 《사랑할 때 이야기하는 것들》 ... 심인구 역
- 2007년 《사랑방 선수와 어머니》 ... 사채업자 역(우정출연)
- 2007년 《만남의 광장》 ... 종석 역
- 2007년 《묘도야화》
- 2007년 《바르게 살자》 ... 진압대장 역
- 2007년 《아들》 ... 신부님 역
- 2007년 《내 사랑》 (특별출연)
- 2008년 《대한이, 민국씨》 ... 정 사장 역(특별출연)
- 2008년 《울학교 이티》 ... 교장 선생님 역
- 2009년 《정승필 실종사건》 ... 주정남 역
- 2009년 《국가대표》 ... 마 사장 역
- 2009년 《구세주 2》 ... 한위랜드 설립자 역(특별출연)
- 2009년 《슬픔보다 더 슬픈 이야기》 ... 김 사장 역
- 2009년 《굿모닝 프레지던트》 ... 의원 2 역(특별출연)
- 2010년 《퀴즈왕》 ... 김 사장 역
- 2010년 《헬로우 고스트》 ... 박수무당 역(특별출연)
- 2010년 《아테나: 더 무비》 ... 박성철 역
- 2011년 《심장이 뛴다》 ... 튜닝샵 사장 역(특별출연)
- 2011년 《로맨틱 헤븐》 ... 사무관 역
- 2011년 《위험한 상견례》 ... 다방 DJ 역(특별출연)
- 2011년 《7광구》 ... 장문형 역
- 2011년 《Mr. 아이돌》 ... 홍길동 역(특별출연)
- 2011년 《고양이: 죽음을 보는 두 개의 눈》 ... 펫숍사장 역(특별출연)
- 2011년 《체포왕》 ... 이용갑 역(특별출연)
- 2011년 《최종병기 활》 ... 갑용 역
- 2012년 《댄싱퀸》 ... 한위 역
- 2012년 《간기남》 ... 사반장 역
- 2012년 《코리아》 ... 한국해설자 역
- 2012년 《네모난원》 ... 중년 경수 역
- 2012년 《가문의 영광 5 - 가문의 귀환》 ... 성형외과 의사 역(우정출연)
- 2012년 《타워》 ... 김 장로 역
- 2014년 《우리는 형제입니다》 ... 경비남 역(특별출연)
- 2015년 《폴라로이드》
- 2015년 《나홀로 휴가》
- 2016년 《잡아야 산다》 ... 형사반사 역(특별출연)
- 2016년 《해어화》 ... 사무장 역
- 2016년 《위대한 소원》 ... 갑덕 부 역(특별출연)
- 2016년 《특별수사: 사형수의 편지》 ... 박 박사 역(특별출연)
- 2016년 《나홀로 휴가》 ... 콘도 2 / 부지배인 역
- 2017년 《시간위의 집》 ... 장지관 역 (특별출연)
- 2017년 《지렁이》 (특별출연)
- 2018년 《임을 위한 행진곡》 ... 최영찬 / 요원 1 역 (특별출연)
- 2019년 《자전차왕 엄복동》 ... 구두방 주인 역 역 (특별출연)
- 2019년 《우리 지금 만나》 ... 과장 역
- 2019년 《너의 여자친구》 ... 혜진 부 역 (특별출연)
- 2020년 《국도극장》 ... 오씨 역
- 2020년 《국도극장: 감독판》 ... 오씨 역
- 2022년 《늑대들》 ... 신 반장 역

### 연극
- 《칼맨》
- 《이구아나》
- 《사의 찬미》
- 《혼자 뜨는 달》
- 《우덜은 하난기라》
- 《경숙이,경숙아버지》
- 《연극열전2 - 육분의륙》

## 방송
- 1995년 KBS2 《가족오락관》남성팀 게스트
- 2010년 KBS2 《제빵왕 김탁구 스페셜》
- 2011년 tvN 《SNL 코리아 1》 ... 크루
- 2012년 tvN 《SNL 코리아 2》 ... 크루
- 2012년 MBC 《무작정 패밀리》 ... 이한위 역
- 2013년 TV조선 《아내는 모른다》 ... 패널
- 2016년 채널A 《아빠본색》
- 2021년 MBN 《보이스킹》
- 2023년 SBS 《신발 벗고 돌싱포맨》

## 광고
- 2004년 팔도 왕뚜껑
- 2006년 스프리스
- 2006년 빙그레 더위사냥 (슈퍼주니어 동해, 이특과 함께 출연)
- 2006년 우정사업본부 우체국 쇼핑
- 2007년 ~ 2008년 현대해상 하이카
- 2008년 일동후디스 케어3
- 2010년 한돈자조금
- 2015년 조선대학교
- 2017년 hy 하루야채

## 홍보대사
- 2007년 《국제구호개발 NGO 굿피플》 나눔대사[4]

## 수상 경력
| 연도 | 주관                                        | 수상 부문                    | 비고  |
| ---- | ------------------------------------------- | ---------------------------- | ----- |
| 2005 | 제4회 썬키스트 아마추어 여성 초청 골프 대회 | 연예인 부문 단체상           | [ 5 ] |
| 2006 | KBS 연기 대상                               | 남자 조연상                  |       |
| 2007 | 코리아 드라마 페스티벌                      | 인기상                       |       |
| 2008 | SBS 연기 대상                               | 연속극부문 남자 조연상       |       |
| 2015 | SBS 연기 대상                               | 일일극 부문 남자 특별 연기상 |       |
| 2016 | 제24회 대한민국 문화연예대상                | 드라마 특별상                |       |
| 2020 | KBS 연기대상                                | 남자 연작단막극상            |       |
| 2021 | 제8회 들꽃영화상                            | 조연상                       |       |